# Ardoix
Ardoix est une commune française située dans le département de l'Ardèche, en région Auvergne-Rhône-Alpes.

## Géographie

### Situation

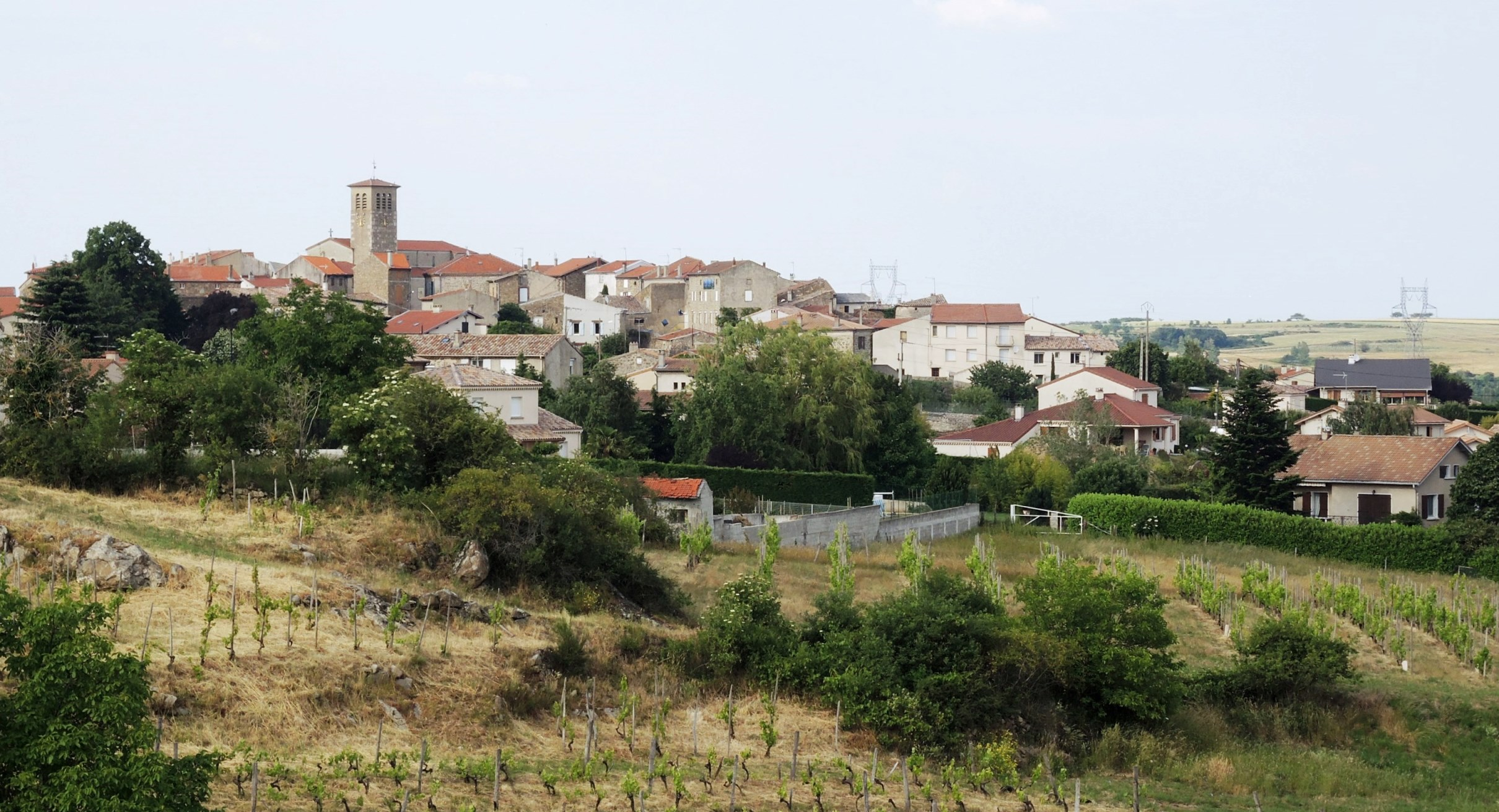
En bord de plateau près de la vallée du Rhône.

La commune d'Ardoix est installée en fin du plateau nord ardéchois au bord de la vallée du Rhône. Sa pointe, au hameau de Cormes, est en terroir viticole Saint-Joseph. Trois de ses limites sont des cours d'eau : la Goueille au nord-ouest en limite de Quintenas, la Cance au nord par rapport à Vernosc et Talencieux, la rivière d'Ay au sud. Le village est situé à quatorze kilomètres d'Annonay et à 7 km de la vallée du Rhône.

### Communes limitrophes
Ardoix est limitrophe de six communes, toutes situées dans le département de l'Ardèche et réparties géographiquement de la manière suivante :

### Climat
Pour des articles plus généraux, voir Climat d'Auvergne-Rhône-Alpes et Climat de l'Ardèche.
En 2010, le climat de la commune est de type climat du Bassin du Sud-Ouest, selon une étude du CNRS s'appuyant sur une série de données couvrant la période 1971-2000. En 2020, Météo-France publie une typologie des climats de la France métropolitaine dans laquelle la commune est dans une zone de transition entre le climat de montagne et le climat méditerranéen et est dans une zone de transition entre les régions climatiques « Moyenne vallée du Rhône » et « Sud-est du Massif Central ».
Pour la période 1971-2000, la température annuelle moyenne est de 11,8 °C, avec une amplitude thermique annuelle de 17,4 °C. Le cumul annuel moyen de précipitations est de 877 mm, avec 7,9 jours de précipitations en janvier et 5,7 jours en juillet. Pour la période 1991-2020, la température moyenne annuelle observée sur la station météorologique de Météo-France la plus proche, « Préaux Sa », sur la commune de Préaux à 7 km à vol d'oiseau, est de 12,0 °C et le cumul annuel moyen de précipitations est de 869,8 mm,. Pour l'avenir, les paramètres climatiques de la commune estimés pour 2050 selon différents scénarios d'émission de gaz à effet de serre sont consultables sur un site dédié publié par Météo-France en novembre 2022.

### Hydrographie
Le territoire de la commune est bordé par la Cance, un affluent direct du Rhône en sa rive droite.

### Voies de communication
Le territoire communal est traversé par la route départementale 221 (RD221).

## Urbanisme

### Typologie
Au 1er janvier 2024, Ardoix est catégorisée bourg rural, selon la nouvelle grille communale de densité à 7 niveaux définie par l'Insee en 2022.
Elle est située hors unité urbaine. Par ailleurs la commune fait partie de l'aire d'attraction d'Annonay, dont elle est une commune de la couronne,. Cette aire, qui regroupe 37 communes, est catégorisée dans les aires de 50 000 à moins de 200 000 habitants,.

### Occupation des sols
L'occupation des sols de la commune, telle qu'elle ressort de la base de données européenne d’occupation biophysique des sols Corine Land Cover (CLC), est marquée par l'importance des territoires agricoles (59,5 % en 2018), en diminution par rapport à 1990 (61,5 %). La répartition détaillée en 2018 est la suivante : 
forêts (33,2 %), cultures permanentes (31,1 %), zones agricoles hétérogènes (16,6 %), prairies (11,8 %), zones urbanisées (3,8 %), milieux à végétation arbustive et/ou herbacée (3,6 %).
L'évolution de l’occupation des sols de la commune et de ses infrastructures peut être observée sur les différentes représentations cartographiques du territoire : la carte de Cassini (XVIIIe siècle), la carte d'état-major (1820-1866) et les cartes ou photos aériennes de l'IGN pour la période actuelle (1950 à aujourd'hui).

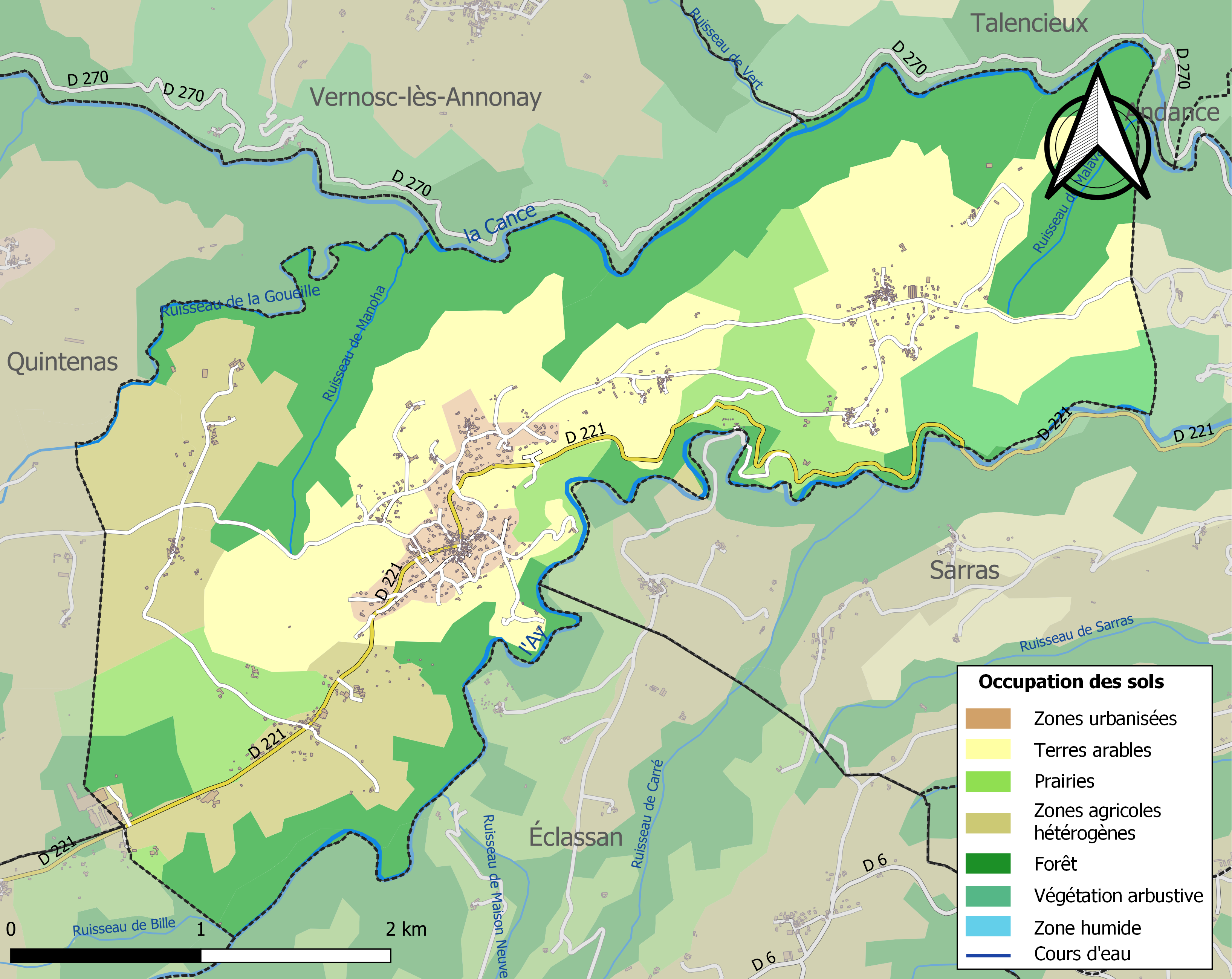
Carte des infrastructures et de l'occupation des sols de la commune en 2018 (CLC).

## Toponymie
Le « domaine d'Ardoicus », nom de personne germanique.

## Histoire
Comme la plupart des villages de la région, sa fondation se perd dans la nuit des temps, tout comme l'origine de son nom qui a donné lieu à beaucoup d'hypothèses. Une présence romaine est probable. Des tombes du VIe siècle ont été retrouvées dans l'ancien cimetière.  

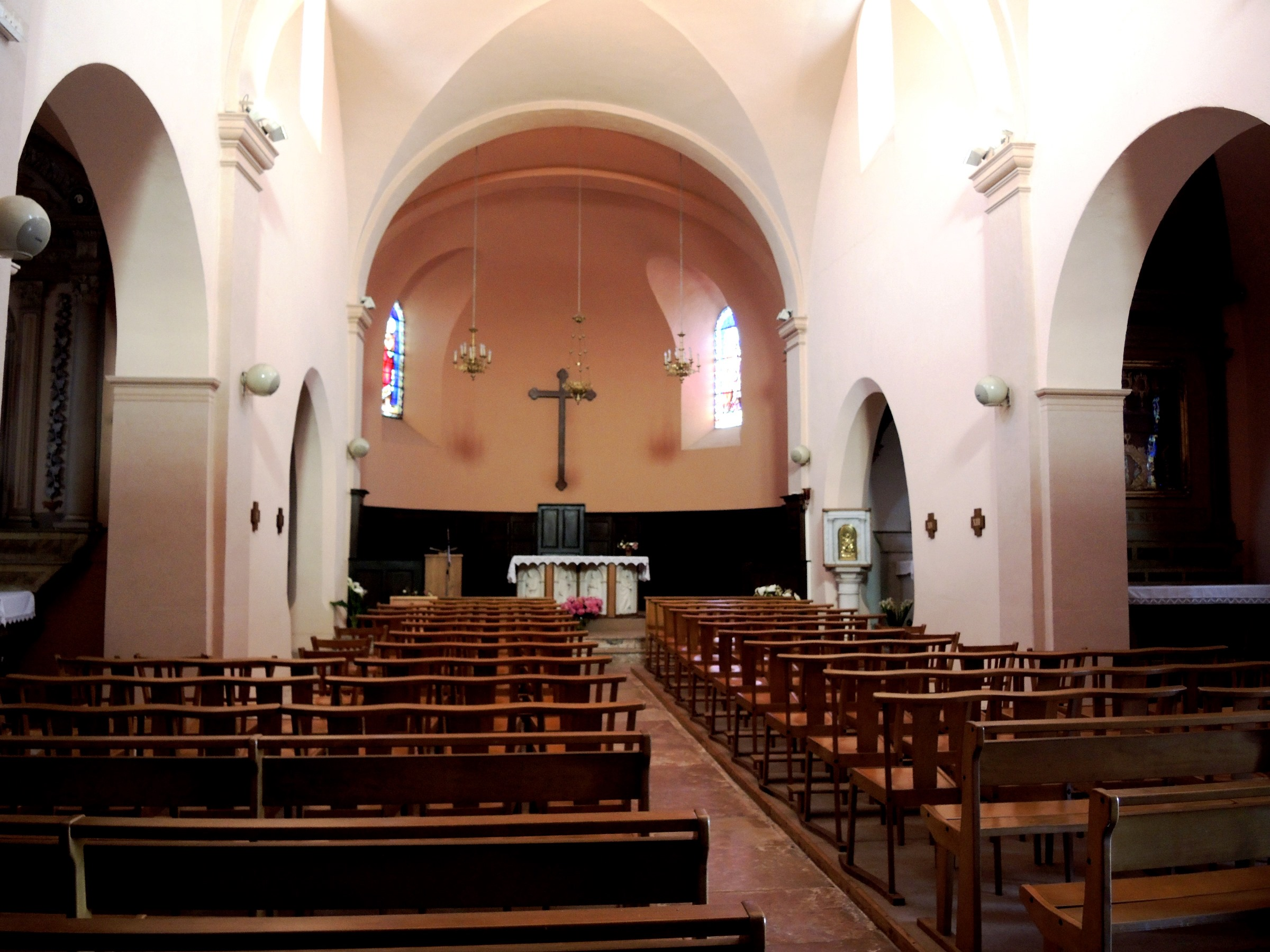
Un intérieur néoroman pour une construction non datée.

L'église de Saint-Didier d'Ardoix est attestée en 776 dans la donation de Quintenas faite par Charlemagne à l'abbaye bénédictine de Saint-Claude en Jura. Dépendaient également de Saint-Claude la chapelle d'Oriol, Saint-Alban-d'Ay, Saint-Jeure-d'Ay, Saint-Romain-d'Ay et la chapelle de Notre-Dame d'Ay. À partir de 1557, ces paroisses ont été sécularisées et administrées par le diocèse de Vienne.  

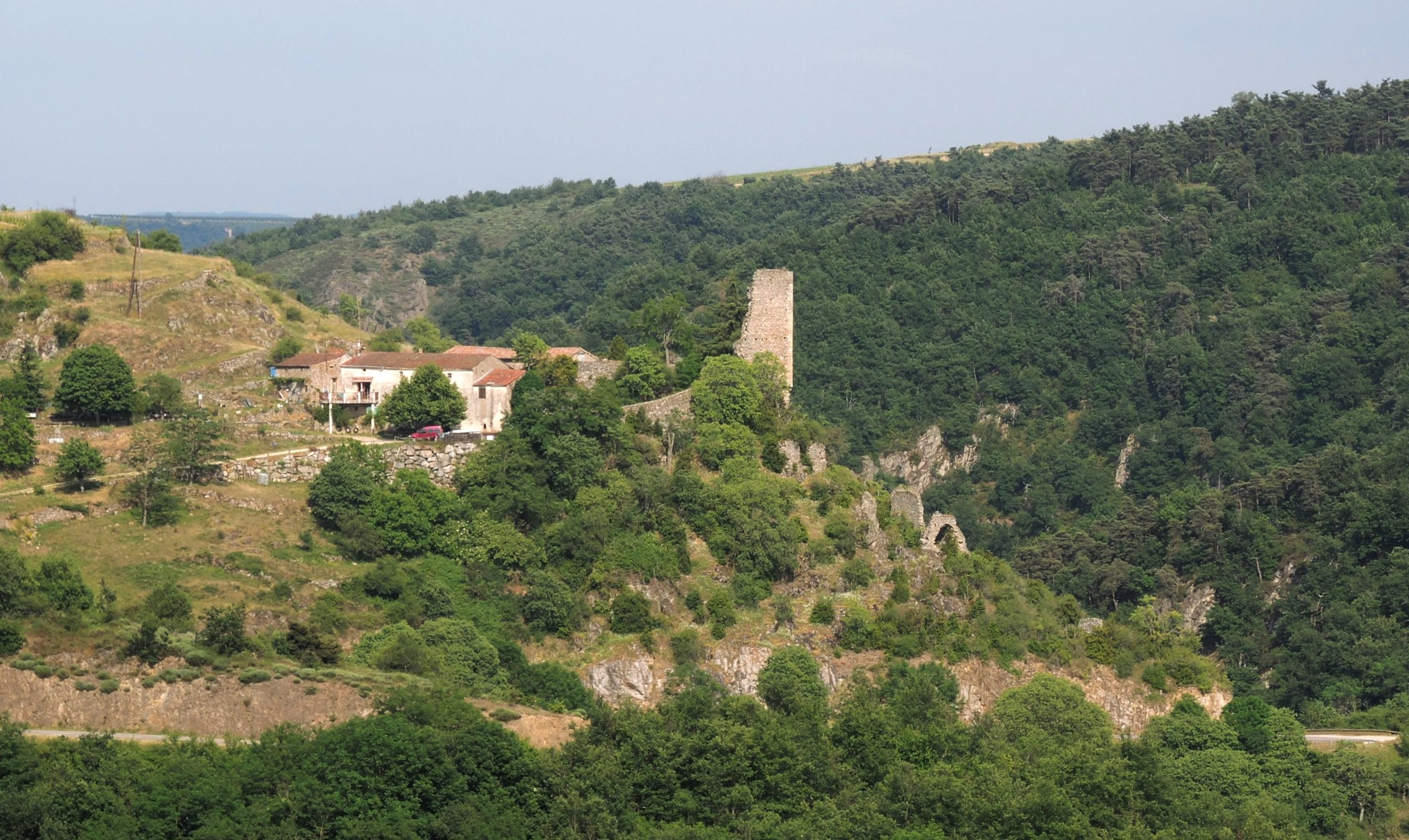
Le site de la tour d'Oriol, à l'entrée des gorges de l'Ay.

La tour d'Oriol, à l'entrée des gorges de l'Ay, est ce qui reste d'un château féodal et d'un hameau qu'on appelait « le petit Annonay ». Au XIVe siècle, le site a été ruiné par une bande de « routiers ». Ce qu'il en restait a été réoccupé au XVIe siècle par un bandit venu de Vernoux et nommé Erard. Il a été finalement pendu à Lamastre et les villageois s'en sont vengés en achevant la destruction du site. Une partie de tour reste en souvenir. D'autres sites fortifiés ont mieux résisté, comme les fermes fortes de Manoha et de Munas.
La population, entre 1800 et 1900, s'est à peu près stabilisée entre 800 et 900 habitants. Elle a ensuite bien baissé au XXe siècle et en 1962, elle ne comptait plus que 512 habitants. Mais elle a plus que doublé depuis, en dépassant les 1 200 habitants en 2014. Ardoix affiche même la plus forte progression de population parmi les communes du Val d'Ay.
L'installation d'usines textiles a joué un certain rôle dans le maintien de la population : avec le « Tissage de Chamard » à partir de 1880, TSR à Munas en 1965, et Chamatex à Chamas depuis 1980. En 2014, le site de Munas est en restructuration. Chamatex est parvenu à se maintenir en se spécialisant dans les tissus techniques.

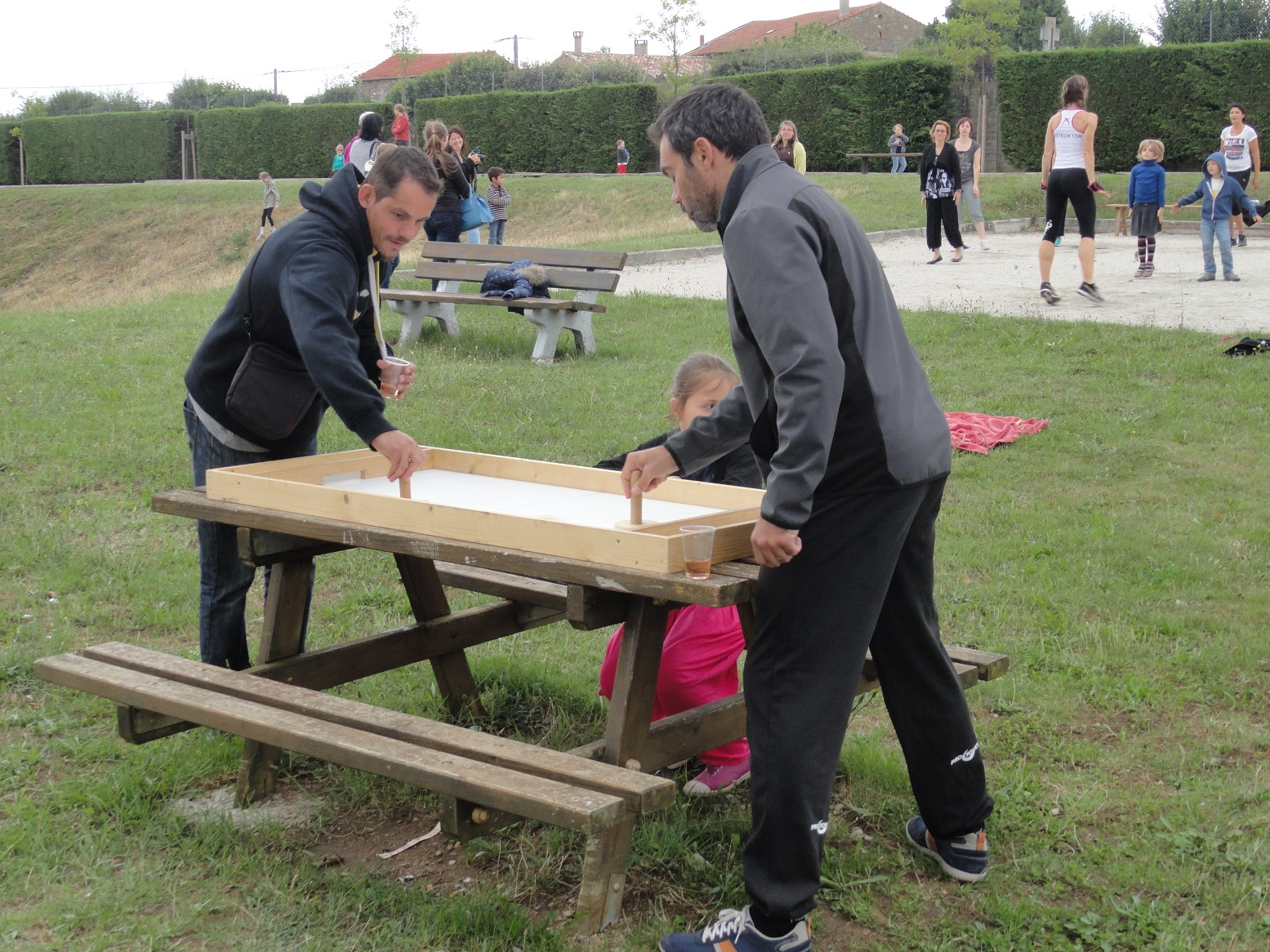
Une grande offre d'activités de loisirs.

Avec l'augmentation de la population, la vie associative s'est amplifiée, avec par exemple les multiples activités proposées par « Sports et Loisirs » et les grands évènements encadrés par le comité des fêtes. En parallèle, les équipes municipales ont beaucoup travaillé à l'équipement collectif de la commune et à l'aménagement de la traversée du village. Des commerces et des professions libérales ont aussi commencé à s'installer. Malgré tout, beaucoup de ces nouveaux habitants travaillent à l'extérieur de la commune : un peu plus de 40 % dans la Vallée du Rhône et un peu plus de 30 % à Annonay.

## Politique et administration
Face à l'augmentation de la population, les équipes municipales ont tâché d'offrir aux nouveaux habitants les mêmes services qu'en ville, y compris dans le domaine des loisirs.
La traversée du village a été aussi aménagée, pour améliorer à la fois la circulation et la sécurité.
La commune a tenu aussi à faire construire des logements locatifs, pour assurer la présence de nouvelles familles. Mais des maisons pour seniors ont été également réalisées.
Des locaux ont été proposés pour des commerces essentiels qui se sont peu à peu installés. Un bâtiment a été réservé à des professions libérales.
| Période                                  | Période                   | Identité        | Étiquette | Qualité |
| ---------------------------------------- | ------------------------- | --------------- | --------- | ------- |
| Les données manquantes sont à compléter. |                           |                 |           |         |
| mars 2001                                | mars 2008                 | Michel Becheras |           |         |
| mars 2008                                | En cours (au 6 août 2020) | Sylvie Bonnet,  | DVG       |         |

## Population et société

### Démographie

#### Évolution démographique
L'évolution du nombre d'habitants est connue à travers les recensements de la population effectués dans la commune depuis 1793. Pour les communes de moins de 10 000 habitants, une enquête de recensement portant sur toute la population est réalisée tous les cinq ans, les populations de référence des années intermédiaires étant quant à elles estimées par interpolation ou extrapolation. Pour la commune, le premier recensement exhaustif entrant dans le cadre du nouveau dispositif a été réalisé en 2005.

En 2022, la commune comptait 1 302 habitants, en évolution de +4,24 % par rapport à 2016 (Ardèche : +2,48 %, France hors Mayotte : +2,11 %).
| 1793 | 1800 | 1806 | 1821 | 1831 | 1836 | 1841 | 1846 | 1851 |
| ---- | ---- | ---- | ---- | ---- | ---- | ---- | ---- | ---- |
| 300  | 517  | 761  | 765  | 800  | 757  | 854  | 800  | 863  |

| 1856 | 1861 | 1866 | 1872 | 1876 | 1881 | 1886 | 1891 | 1896 |
| ---- | ---- | ---- | ---- | ---- | ---- | ---- | ---- | ---- |
| 874  | 920  | 942  | 911  | 926  | 911  | 841  | 856  | 857  |

| 1901 | 1906 | 1911 | 1921 | 1926 | 1931 | 1936 | 1946 | 1954 |
| ---- | ---- | ---- | ---- | ---- | ---- | ---- | ---- | ---- |
| 805  | 802  | 740  | 651  | 662  | 662  | 633  | 616  | 585  |

| 1962 | 1968 | 1975 | 1982 | 1990 | 1999 | 2005 | 2006 | 2010  |
| ---- | ---- | ---- | ---- | ---- | ---- | ---- | ---- | ----- |
| 512  | 546  | 594  | 638  | 696  | 779  | 947  | 979  | 1 082 |

| 2015  | 2020  | 2022  | - | - | - | - | - | - |
| ----- | ----- | ----- | - | - | - | - | - | - |
| 1 226 | 1 248 | 1 302 | - | - | - | - | - | - |

La population, entre 1800 et 1900, s'est à peu près stabilisée entre 800 et 900 habitants. Elle a ensuite bien baissé au XXe siècle et en 1962, elle n'en comptait plus que 512. Mais elle a plus que doublé depuis, atteignant les 1200 habitants en 2014. Ardoix affiche même la plus forte progression de population parmi les communes du Val d'Ay. 

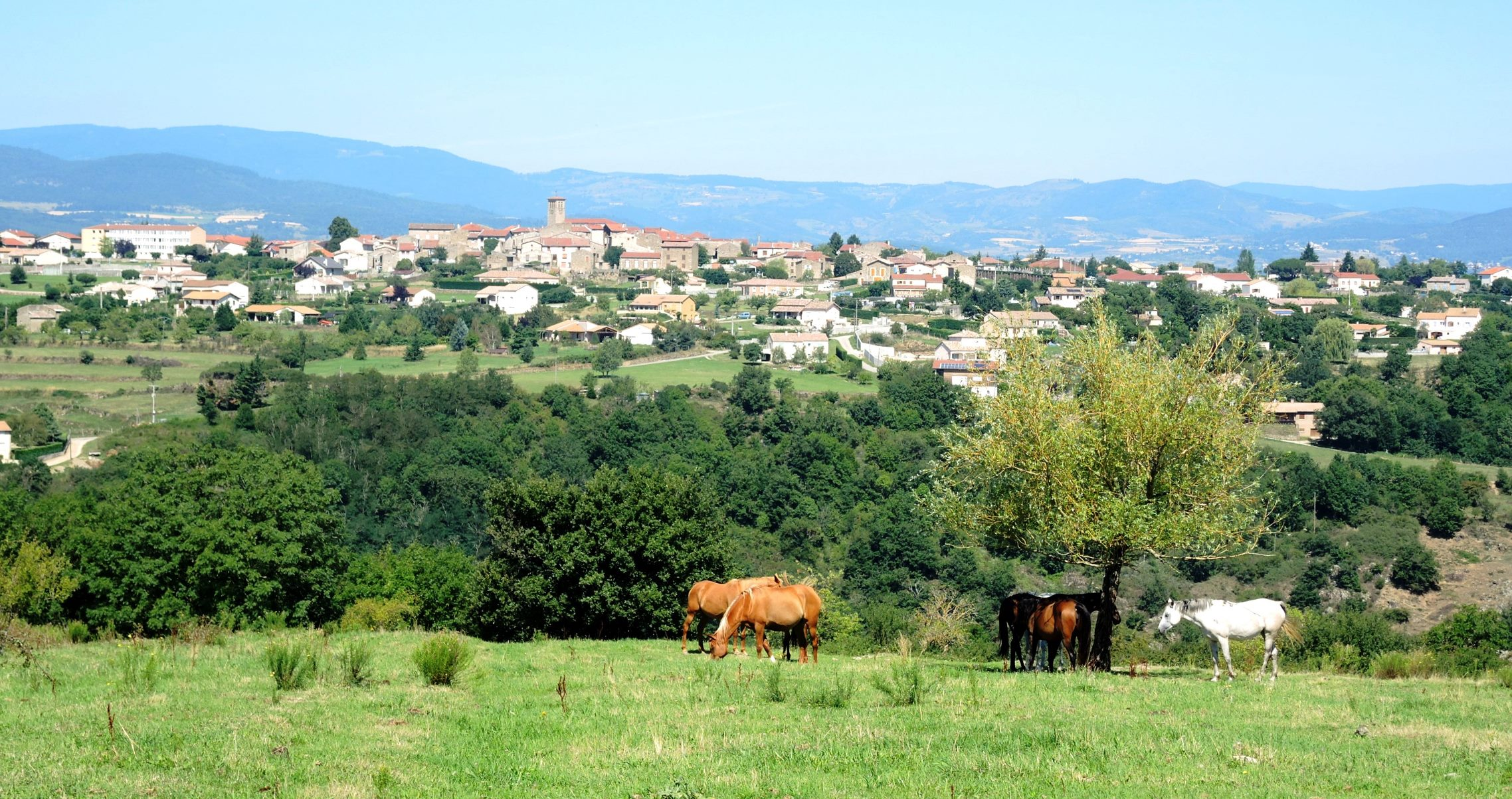
Vue générale du village.

#### Pyramide des âges
En 2021, le taux de personnes d'un âge inférieur à 30 ans s'élève à 37,2 %, soit au-dessus de la moyenne départementale (29,7 %). À l'inverse, le taux de personnes d'âge supérieur à 60 ans est de 21,7 % la même année, alors qu'il est de 32,8 % au niveau départemental.
En 2021, la commune comptait 640 hommes pour 624 femmes, soit un taux de 50,63 % d'hommes, légèrement supérieur au taux départemental (48,78 %).
Les pyramides des âges de la commune et du département s'établissent comme suit :
| Hommes | Classe d’âge | Femmes |
| ------ | ------------ | ------ |
| 0,3    | 90 ou +      | 0,5    |
| 4,9    | 75-89 ans    | 5,7    |
| 16,5   | 60-74 ans    | 15,5   |
| 20,1   | 45-59 ans    | 22,1   |
| 19,3   | 30-44 ans    | 20,7   |
| 16,7   | 15-29 ans    | 15,8   |
| 22,1   | 0-14 ans     | 19,6   |

| Hommes | Classe d’âge | Femmes |
| ------ | ------------ | ------ |
| 1      | 90 ou +      | 2,5    |
| 9      | 75-89 ans    | 11,4   |
| 20,8   | 60-74 ans    | 21,1   |
| 21,2   | 45-59 ans    | 20,3   |
| 16,9   | 30-44 ans    | 16,5   |
| 14,2   | 15-29 ans    | 12,6   |
| 17     | 0-14 ans     | 15,6   |

### Enseignement
La commune est rattachée à l'académie de Grenoble.

### Médias
Deux journaux sont distribués dans les réseaux de presse desservant la commune :
- L'Hebdo de l'Ardèche est un journal hebdomadaire français basé à Valence. Il couvre l'actualité de tout le département de l'Ardèche.
- Le Dauphiné libéré est un journal quotidien de la presse écrite française régionale distribué dans la plupart des départements de l'ancienne région Rhône-Alpes, notamment l'Ardèche. La commune est située dans la zone d'édition d'Annonay.

### Cultes
La communauté catholique et l'église paroissiale d'Ardoix (propriété de la commune) sont rattachées à la paroisse Saint François Régis (Ay et Daronne), elle-même rattachée au diocèse de Viviers.

## Économie

### Industries

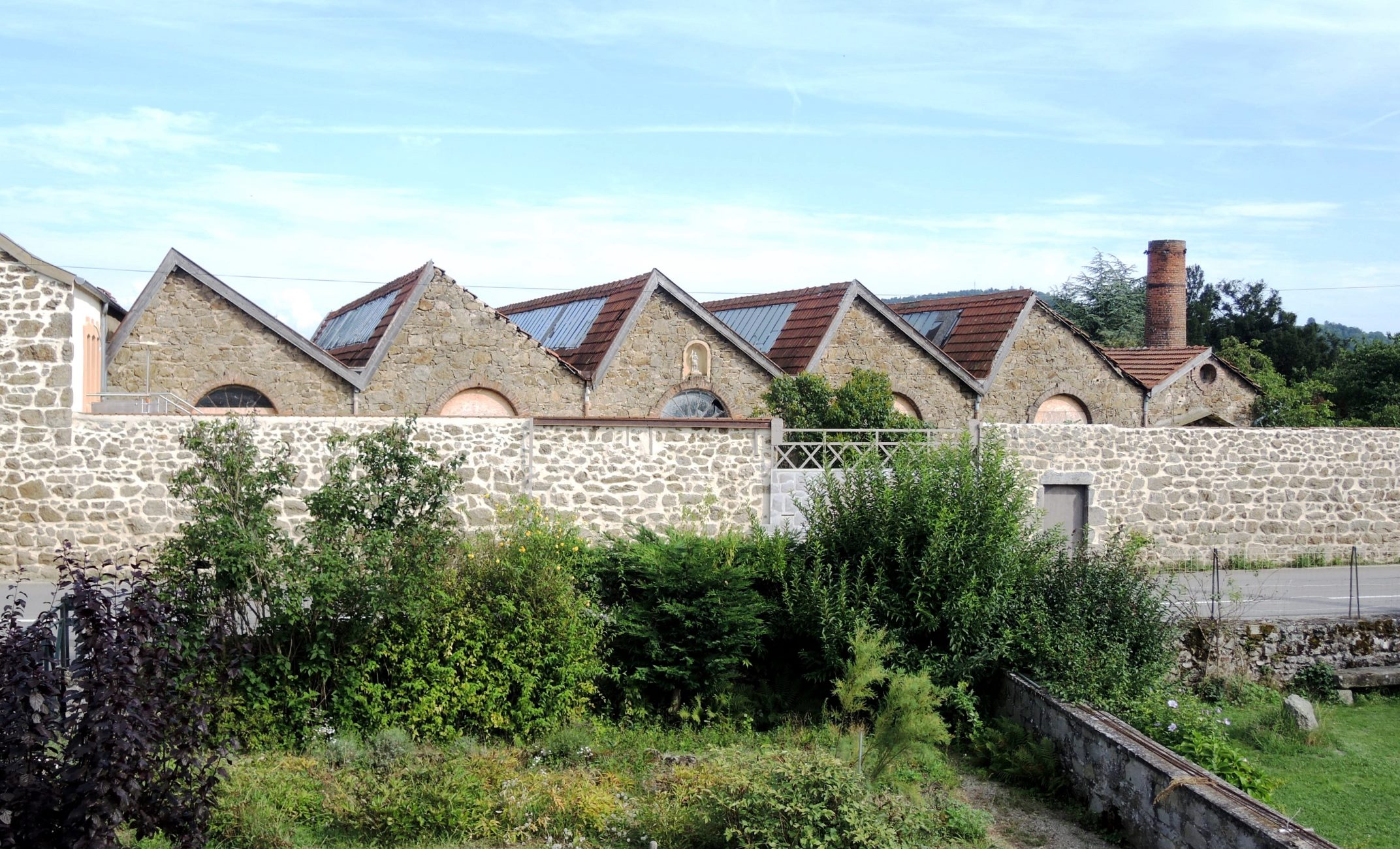
La première usine textile a fonctionné de 1880 à 1984.

Vers 1880, une première usine textile, le « Tissage de Chamard » a été créée par un membre de la famille Boutaud, qui était bien implantée localement. L'atelier, de 600 m2, semble avoir compté jusqu'à une centaine de salariés autour d'une centaine de machines. Une photo de 1929, « après un incendie partiel de l'usine », en rassemble 80. Le hameau de Chamas s'est alors développé autour de l'usine, avec dortoirs, réfectoire, maisons ouvrières et jardins ouvriers.
Après la Seconde Guerre mondiale, la situation du textile et de l'usine a fini par se détériorer. Le tissage de la famille Boutaud a fermé ses portes une première fois en 1970, en licenciant une trentaine de personnes. Il a repris aussitôt sous la direction de son ancienne contremaître, Ginette Coste. Elle était rentrée au tissage en 1939, à l'âge de 14 ans. Une dizaine, puis une vingtaine de salariés ont pu encore y travailler. L'atelier a quand même fini par déposer le bilan, en douceur cependant, en 1984.
Les bâtiments ont connu des sorts divers. La partie magasin et conciergerie est devenue la discothèque L'Evasion. Les bâtiments principaux, rachetés par la commune, sont restés inutilisés. Les maisons alentour ont été reprises par des propriétaires privés. 

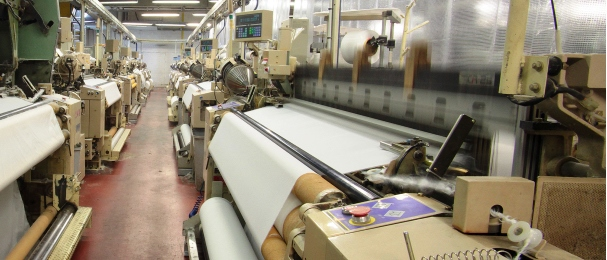
Chamatex s'est spécialisé dans les tissus techniques de qualité.

Dans les années 1950, la famille Montagnon a créé un petit atelier au hameau voisin des Turcs, puis Jean-Claude Montagnon a fondé en 1980 la société Chamatex avec une nouvelle usine près du hameau de Chamas. L'entreprise s'est agrandie jusqu'à compter 800 employés en 2001, dont 500 à Ardoix. Après un redressement judiciaire en 2004, Chamatex s'est à nouveau développé en se spécialisant dans les tissus techniques de qualité. En 2011, Jean-Claude Montagnon a vendu sa société à sa fille et à son gendre Gilles Réguillon qui en est devenu le PDG. Chamatex emploie actuellement une soixantaine de personnes pour un chiffre d'affaires de 14 millions d'euros dont 60 % à l'export.
Sur le site de Munas, en 1963, la société TSR (Tissages de Soieries Réunies) de la famille Glaizal a ouvert une grosse usine. Mais TSR a disparu en 1992. Sa partie tissage a été reprise par Chamatex. Une partie teinturerie a fonctionné jusqu'en 2013 sur le site.

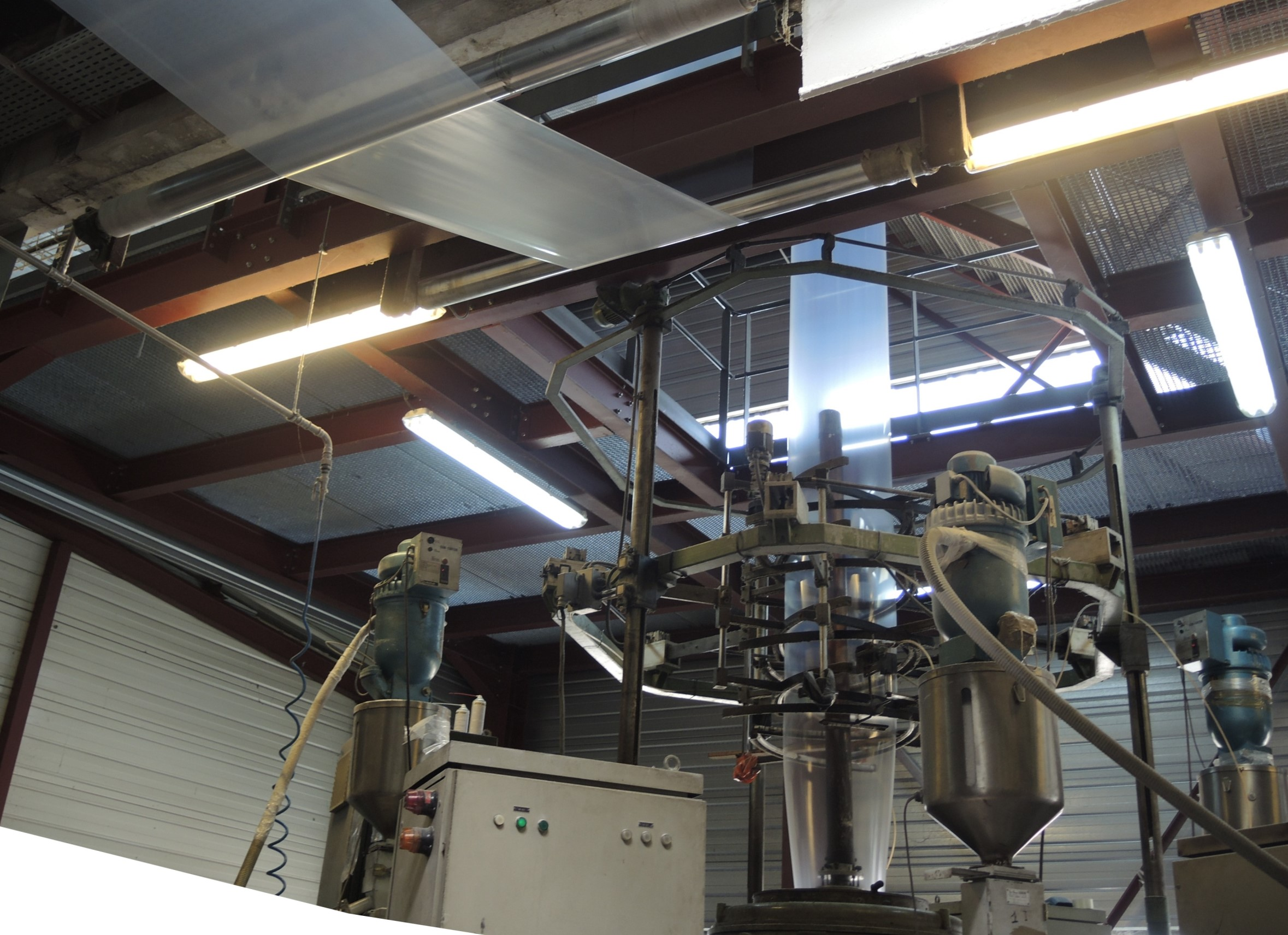
Le plastique chaud sort sous la forme d'une bulle montante qui est ensuite découpée en sacs.

Une partie du site a été réoccupé en 2006 par la société Arddi qui fabrique des sacs plastiques. La société avait démarré en 1992 à Satillieu. Elle emploie en 2014 une quinzaine de personnes pour la fabrication de sacs plastiques et biodégradables. Elle produit divers formats, de couleurs variables. Notamment beaucoup de sacs type corbeilles de rues pour des collectivités d'Ardèche, de Rhône-Alpes ou d'ailleurs. L'essentiel de la production se fait encore à base de polyéthylène. Le plastique chauffé est soufflé vers le haut en forme de cylindre. Cette colonne montante permet au plastique de refroidir et de sécher. Il est ensuite aplati et redescend pour être prédécoupé et enroulé. Arddi fabrique aussi pour 10 % de sa production des sacs biodégradables de marque Biocool. Fabriqués à base de céréales, et pour correspondre aux normes, ils sont 100 % biodégradables et compostables en 45 jours maximum. Ils sont parfaitement adaptés à l'emballage de déchets alimentaires ou agricoles. Pour les usages plus ménagers, ils conservent l'inconvénient d'un prix de revient supérieur au plastique traditionnel. L'usine a la particularité d'avoir ses ateliers à cheval sur la limite de commune entre Quintenas et Ardoix. Elle partage en conséquence ses taxes entre les deux mairies. Mais ses bureaux et donc son adresse sont sur Ardoix.
Le groupe Fareva occupe une autre partie du site de Munas, mais avec une unité actuellement en sommeil.
Le reste du site industriel de Munas est en restructuration avec l'aide de la Communauté du Val d'Ay, qui y a d'ailleurs installé ses bureaux. Elle y propose aussi en location 150 m2 de bureaux. Pour sa part, la CCI a construit un atelier relais pour artisans. Des Gaec vont y construire une unité de méthanisation du fumier pour séchage, chauffage et production d'électricité. Et des bâtiments et des terrains sont encore vacants.

### Offres de loisirs

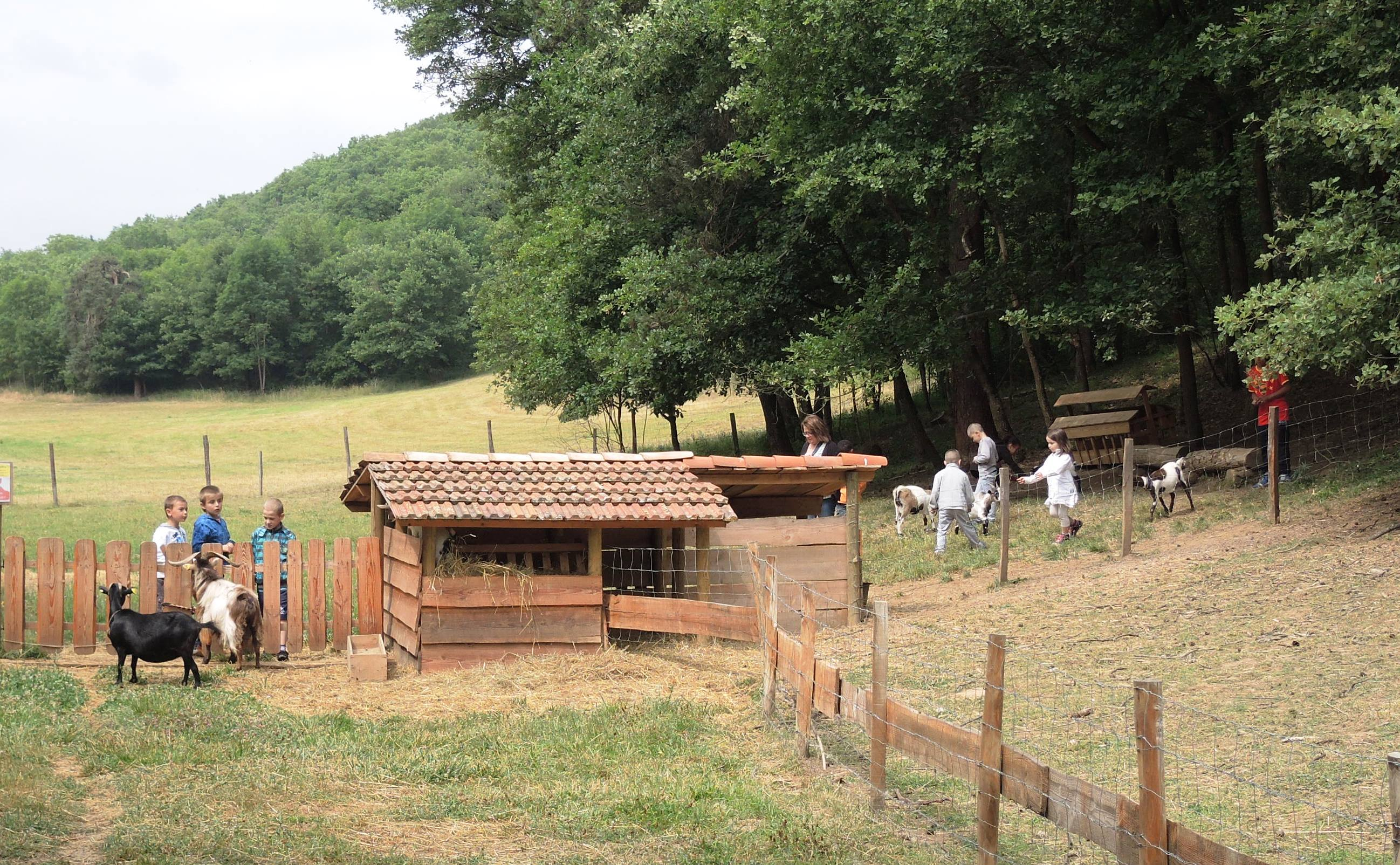
Des animaux domestiques qu'on peut toucher et nourrir.

La mini ferme du Parc de la Clairière a ouvert en 2013. Sa création est due à Hervé Escoffier, qui avait racheté quatre ans avant une ancienne ferme avec cinq hectares de terrain. Par amour des animaux et des enfants, il a fini par aménager les trois hectares assez plats qui bordaient la rivière. Il y a installé dans des enclos des animaux sociables et de petite taille que les visiteurs peuvent toucher et nourrir: lapins, chevreaux, agneaux, ânes sardes, poneys… Pour continuer à donner une idée de la vie en ferme au début du XXe siècle, il a rassemblé des outils de maréchal ferrant, de charron et de forestier, qui étaient les auxiliaires indispensables des fermiers. Il a aussi refait une pièce d'habitation de l'époque. Pour agrémenter le séjour, il a installé sous les arbres de l'île une vingtaine de jeux traditionnels de grande taille. Le Parc de la Clairière est signalé à partir du hameau de Chamas. Il est ouvert tous les jours de 10 h à 19 h en juillet et août. Pendant les vacances scolaires, de 10 h à 18 h tous les jours. En période scolaire, les mercredis, samedis, dimanches et jours fériés.[pertinence contestée]
Au village, Les Attelées du Val d'Ay d'Hervé Gamondes proposent des randonnées non accompagnées avec âne bâté ou des balades en calèche.
La discothèque L'Evasion, dans une ancienne usine du hameau des Turcs, propose des bals et des thés dansants.
En hébergements, la commune offre des locations de chalets au Moulin du Cour, une aire pour camping-cars et des gîtes privés. On trouve aussi l'important camping l'Oasis sur la commune voisine d'Eclassan.

## Culture locale et patrimoine

### Lieux et monuments
Vieille terre, Ardoix a ses châteaux, ses tours : Oriol, Munat, Manoha, Léorat, le Pestrin. 

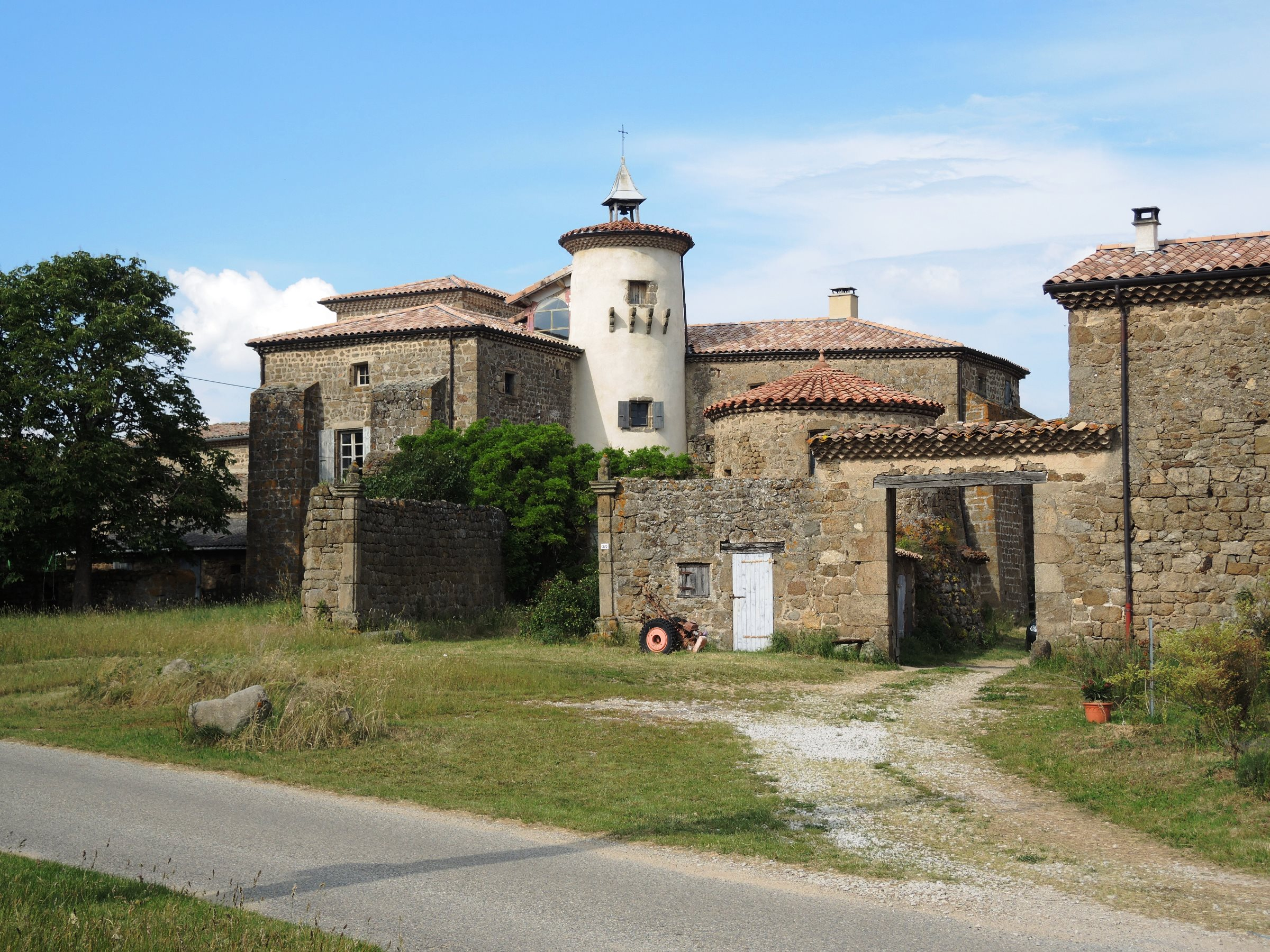
Manoha, un domaine agricole ancien progressivement fortifié.

Deux belles fermes-fortes sont présentes sur le territoire de la commune : Manoha et Munas. Celle de Manoha, à quelques kilomètres à l'ouest du village, témoigne bien de l'évolution architecturale de ces types d'édifices. Elle pourrait avoir été d'abord ferme gallo-romaine. Ensuite, les bâtiments fermiers ont été peu à peu dotés d'éléments défensifs : tours, créneaux, meurtrières, renforts divers. L'ensemble est devenu impressionnant, mais a conservé une certaine esthétique. Près de la route de Saint-Romain-d'Ay, la ferme de Munas est moins spectaculaire, mais elle affiche encore une belle tour et des fenêtres à meneaux. Ces fermes rappellent le temps où les grands domaines agricoles étaient source de revenus et de pouvoir.

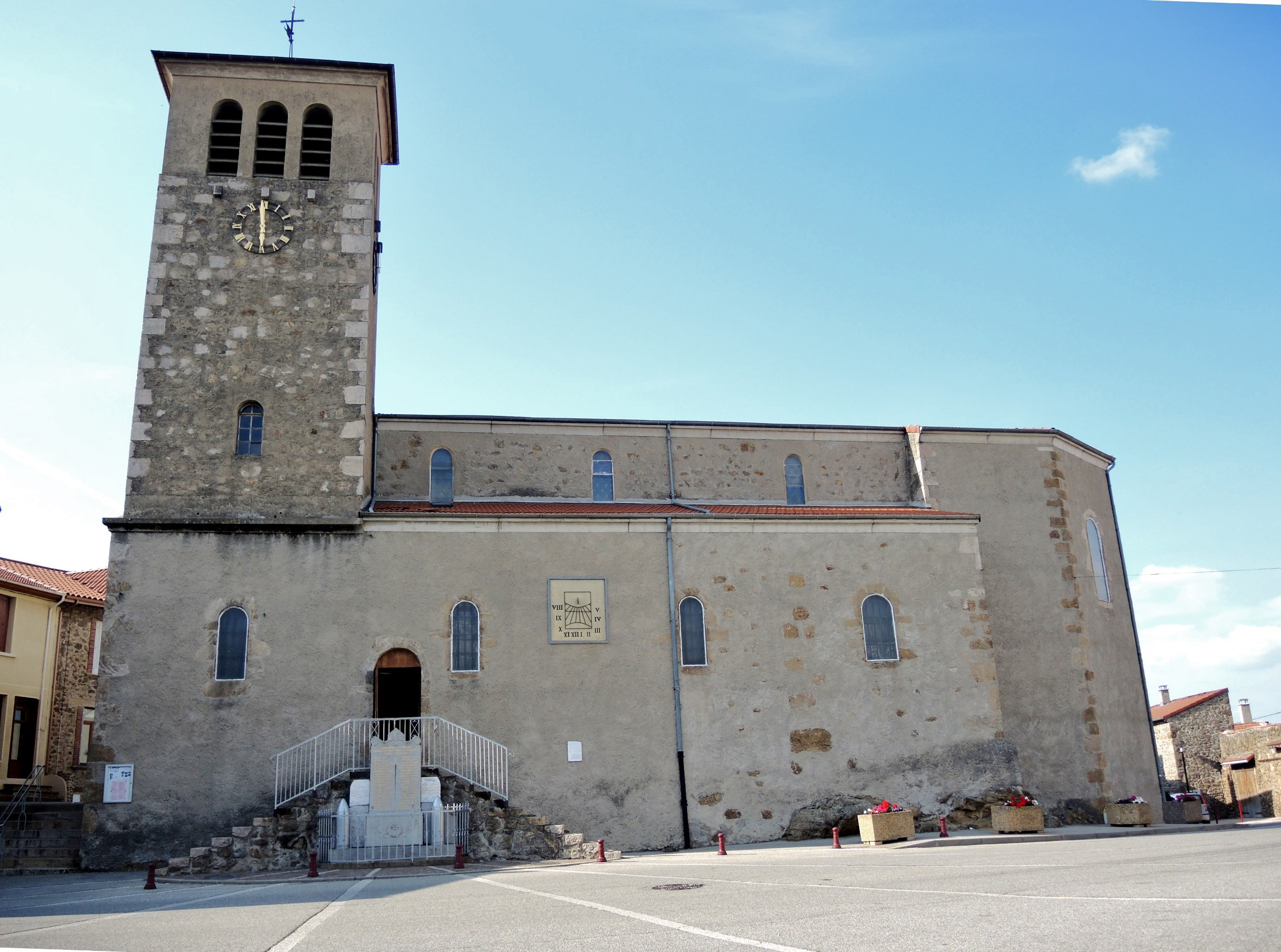
Une église remaniée en plusieurs temps.

L'église Saint-Didier occupe une surface assez importante, bâtie avec des murs épais dans un style néoroman. Le début de sa construction n'est pas daté. On sait au moins que des restaurations importantes ont eu lieu au XVIIIe siècle. L'église est devenue lieu de pèlerinage à Saint-Jean-Baptiste et on y vénère des reliques ramenées de Rome. Son clocher carré, haut et relativement fin, détonne par rapport au style roman massif de l'intérieur. Il a été déplacé et rebâti en 1953 pour l'élargissement de la départementale.
- Chapelle Saint-Jean d'Ardoix.

### Héraldique
|  | Ardoix possède des armoiries dont l'origine et le blasonnement exact ne sont pas disponibles. |